# آندروماک
آندروماک (فرانسوی: Andromaque‎) نمایش‌نامه‌ای در پنج پرده، نوشته نمایش‌نامه‌نویس فرانسوی ژان راسین است.
در ایران برپایه این نمایشنامه یک مجموعه تلویزیونی به نام آندروماک ساخته شده است.